# Alf Poier
Alf Poier (født d. 22. februar 1967) er en østrigsk komiker og sanger, som repræsenterede Østrig ved Eurovision Song Contest 2003 med sangen "Weil der Mensch zählt". Sangen, der var totalt hysterisk og bizar, skaffede Østrig en flot 6. plads – deres bedste placering siden 1989. 